# Marcienne de Césarée
Sainte Marcienne de Césarée ou Marcienne de Maurétanie, née à la fin du IIIe siècle à Rusuccuru (aujourd’hui Dellys) et morte martyre vers 303 à Césarée de Maurétanie (aujourd’hui Cherchell), est une jeune femme berbère convertie au christianisme.
Elle est fêtée le 11 juillet par l’Église catholique.

## Hagiographie
Issue d'une famille plutôt aisée habitant Rusuccuru et convertie au christianisme, la jeune et jolie Marcienne décide de consacrer sa vie à la prière et au jeûne. Puis elle quitte les siens pour aller vivre dans une grotte à proximité de Césarée de Maurétanie. Exhortée par une inspiration ou alertée par des clameurs lointaines, elle interrompt sa vie d’ermite et quitte sa cellule pour rejoindre la ville. À peine a-t-elle franchit la porte de Tipaza, qu’elle constate l’agitation et la fébrilité de la population subissant les persécutions décidées par Dioclétien pour l’ensemble de l'Empire romain.
Heurtée par la situation, elle s’en prend alors à une statue en marbre de la déesse Diane située au milieu d’une place et entourée d’un bassin. Portée par son courage et son indignation  à l’idolâtrie, elle lui brise la tête avant de finir par la mettre en pièces. En effet, sa pureté et sa foi ne pouvaient pas supporter la vue de la déesse païenne de la chasteté tandis que des innocents étaient brimés ou violentés pour leur foi au christianisme.
Là-dessus, elle est prise à partie par la foule qui la traîne devant le magistrat impérial. Elle est d’abord fouettée. Comme elle continue de défendre son geste et de louer le Fils du Dieu unique à haute voix et avec éloquence, le juge décide de lui donner une leçon en la remettant à des gladiateurs pour qu'ils en abusent à leur gré. Cependant, elle reste intrépide et sereine. Déconcertés par son attitude, touchés par son éclat et affaiblis par sa gracieuseté, les gladiateurs ne la touchent pas, et l’un d’eux va même jusqu’à se convertir.  
Incapable de porter le déshonneur à la vierge, le juge la condamne alors aux bêtes sauvages dans l’amphithéâtre. Attachée à un pieu au milieu de l’arène, un lion est lâché qui s’approche d’elle, lui touche la poitrine avec ses griffes, puis se retire comme mû par le même respect que les gladiateurs. À l’évidence, le roi des animaux ne pouvait pas s’en prendre à une jeune fille aussi pure. Cette scène rappelle aussi le prophète Daniel qui, dans la Bible, sort indemne de la fosse aux lions. Par ailleurs, l’animal est réputé proche de certains ermites et Pères du désert comme en Égypte et en Palestine jusqu’à tisser une relation privilégiée comme pour Mammès de Césarée et Gérasime du Jourdain. 
En signe d'admiration, la population crie à haute voix pour demander qu'elle soit libérée, mais le chef de la synagogue soutenu par sa famille et un petit groupe de personnes en appelle à un taureau sauvage. Marcienne les avertit qu’ils ont tort et leur prédit les dommages d’un incendie. Sitôt rentrée, la bête entaille la poitrine de Marcienne, ouvrant une terrible blessure. Le sang se répand et elle tombe à l'agonie sur le sable. Des serviteurs la font sortir de l'arène, stoppent l'hémorragie et nourrissent le peu de vie qui lui reste. Le juge inflexible demande tout de même qu'elle soit à nouveau attachée, et sitôt décidé, un léopard vient la mordre mortellement à la gorge. 
Après avoir expirée, sa prophétie se vérifia car la maison du chef de la synagogue se mit à prendre feu jusqu’à se consumer entièrement.

## Postérité
Dans son Apologétique, Tertullien évoque le sort de certaines chrétiennes de l’Église primitive quand s’adressant aux Gentils il dit : 

« Dernièrement, en condamnant une chrétienne à être exposée dans un lieu infâme plutôt qu’au lion de l’amphithéâtre, vous avez reconnu que la perte de la chasteté est pour nous le plus grand des supplices, et plus terrible que la mort elle-même. Mais où aboutissent les raffinements de votre cruauté ? Ils sont l’amorce du christianisme. Plus vous nous moissonnez, plus notre nombre grandit : notre sang est une semence de Chrétiens. »

— L’Apologétique de Tertullien, L, 12-13.